# Dani Rodríguez
Daniel „Dani“ Rodríguez Crespo (* 9. August 2005 in Astigarraga) ist ein spanischer Fußballspieler. Seit 2025 spielt er für FC Barcelona in der Primera División.

## Karriere
Dani Rodríguez begann seine Karriere bei FC Barcelona. Er wurde im 2023 in den festen Kader von FC Barcelona Atlètic berufen, die in der drittklassigen Primera Federación spielen. Sein La-Liga-Debüt gab er am 3. Mai 2025 gegen Real Valladolid.